# Hargabrødrene
Hargabrødrene var fire brødre, der levede i 1600-tallet i Færøernes sydligste bygd Sumba. Hargabrødrene kendes fra bogen ”Færøske folkesagn og æventyr”, 1898 – 1901 eftir Jakob Jakobsen.

## Historien om Hargabrødrene
De 4 brødre fra Hørg i Sumba var sønner af stærke-Marjun fra ”Laðangarði” i Sumba på Færøerne. De var alle store mænd, og de var kendte for deres styrke. Deres navne var Niclas, Jógvan, Ísak og Peter. De to yngste var tvillinger.
Et efterår var brødrene ude på ”Bláaberg” (Ligger mellem Akrar og Víkarbyrgi) for at fange får til juledagene. Det siges at de hver især bar 6 voksne får hjem til bygden.
Giljabonden i Hvalba fik en gang hjælp fra to af brødrene til at fange får. Fårene var dengang halvvilde og svære at fange. Men de to brødre fik samlet en stor flok får i en kløft. Dette blev bonden så glad for at han lovede brødrene, at de skulle få så mange får som de kunne bære fra Hvalba til Sumba. Brødrene tog derefter 7 får hver og bar dem hele vejen hjem til Sumba.    
Brødrene havde en ko til ”opfedning” i Våg og en vinter var de gået til Våg for at hente den. På vejen hjem blev de ramt af snestorm og folkene i Hørg var bange for at brødrene var frosset ihjel. Men ud på aftenen kom de alle gående hjem. Niclas bar koen, den var faldet om af udmattelse i Lopransdalen.
Der blev ofte sendt bud efter brødrene når sørøvere hærgede på Suðuroy. Engang blev der sendt bud efter alle øens våbenføre mænd, da irske sørøvere hærgede i Hvalba. Bygdefolket i Hvalba var flygtet op i fjeldene for at skjule sig. Brødrene bevæbnede sig med kæppe isat jernpigge, som blev brugt til at dræbe sæler med, og begav sig til Hvalba. Da de kom til Hvalba slog Niclas en sørøver ned med sin kæp og dræbte ham derefter med sørøverens egen kårde, dette skete på et sted der hedder Káragjógv. I Nes-Hvalba dræbte Isak også en sørøver. Dette sted bærer i dag navnet ”Íradammin” (Irske-dammen). Niclas og Jógvan forfulgte to af sørøverne, der nu alle havde taget flugten, ned til et sted der hed ”Oman í bø”. Der slog Jógvan den ene sørøver ihjel. Niclas huggede efter den anden sørøver, men forfejlede sit hug og ramte i stedet et stengærde. Det siges at mærke efter hugget stadig kan ses den dag i dag. 
Efterfølgende lykkedes det sørøverne at flygte tilbage til deres skib og sejle bort.
Brødrene blev tilbudt ”Store Dimon” som belønning for deres hjælp, men takkede nej til tilbuddet. De mente ikke at der var fugle nok på ”Store Dimon” i forhold til Sumba, der dengang var det fugle-rigeste sted på Færøerne.
Sagnet siger at alle 4 brødre døde, da deres båd forliste under fiskeri ved Sumba.

## Digt om Hargabrødrene
Forfatteren Poul F. Joensen fra Hørg i Sumba (1898-1972) har digtet et digt om Hargabrødrene. Digtet kaldes Kvæðið um Hargabrøður (Visen om Hargabrødrene).
I 2015 udgav Hamradun et album med færøske kvad/viser i en folk/rock udgave. Personerne bag Hamradun er forhenværende Týr-forsangeren Pól Arni Holm og Uni Debess, En af sangene er Pól F. Joensens  Kvæðið um Hargabrøður.